# Velîki Derevîci, Liubar
Velîki Derevîci (în ucraineană Великі Деревичі) este o comună în raionul Liubar, regiunea Jîtomîr, Ucraina, formată numai din satul de reședință.

## Demografie
Componența lingvistică a comunei Velîki Derevîci
     Ucraineană (98,61%)
     Rusă (1,27%)
Conform recensământului din 2001, majoritatea populației comunei Velîki Derevîci era vorbitoare de ucraineană (98,61%), existând în minoritate și vorbitori de rusă (1,27%).